# Innervisions
Innervisions är ett musikalbum av Stevie Wonder släppt augusti 1973 på skivbolaget Motown. 
Det här albumet är ett av Wonders mest samhällskommenterande, särskilt om tillvaron i USA på den tiden. Här finns arga låtar om socialt förfall ("Living for the City", "Higher Ground", och droger ("Too High"). Albumets avslutande låt "He's Misstra Know-It-All" var en attack på president Richard Nixon och blev skivans största singelhit i Storbritannien. Skivomslaget föreställer en blind Stevie Wonder som ändå ser hur situationen är, medan andra med synen i behåll inte gör det. 
Bara dagar efter att albumet lanserats råkade Wonder ut för en svår bilolycka då han var passagerare i en bil som krockade med en timmerlastbil, vilket gjorde att han låg i koma i tio dagar. 
Skivan listades som #24 i magasinet Rolling Stones lista The 500 Greatest Albums of All Time. Albumet tilldelades 1973 års Grammy för "Årets album". "Living for the City" vann en Grammy för "Årets R&B-låt".

## Låtar på albumet
(Alla låtar skrivna, producedrade och arrangerade av Stevie Wonder)
1. "Too High" - 4:36
2. "Visions" - 5:23
3. "Living for the City" - 7.22
4. "Golden Lady" - 4:58
5. "Higher Ground" - 3:42
6. "Jesus Children of America" - 4:10
7. "All in Love Is Fair" - 3:41
8. "Don't You Worry 'Bout a Thing" - 4:44
9. "He's Misstra Know-It-All" - 5:35

## Listplaceringar
| Lista (1974)   | Position            |
| -------------- | ------------------- |
| Australien     | 17 (Go Set)         |
| Finland        | 28                  |
| Kanada         | 11 (RPM)            |
| Storbritannien | 8 (UK Albums Chart) |
| USA            | 4 (Billboard 200)   |